# Tongaische Fußballnationalmannschaft
Die tongaische Fußballnationalmannschaft (tongaisch Timi soka fakafonua ʻa Tonga) ist das Auswahlteam des pazifischen Inselstaates Tonga. Sie zählt zu den erfolglosesten Mannschaften der Welt.
Tonga ist Mitglied des Weltfußballverbandes FIFA sowie des Regionalverbandes OFC. Bisher ist es der Mannschaft noch nicht gelungen, sich für eine Fußball-Weltmeisterschaft oder die Ozeanienmeisterschaft zu qualifizieren.

## Teilnahmen an Fußball-Weltmeisterschaften
- 1930 bis 1994 – nicht teilgenommen
- 1998 bis 2018 – nicht qualifiziert
- 2022 – Teilnahme aufgrund des Vulkanausbruchs des Hunga Tonga nachträglich zurückgezogen
- 2026 – nicht qualifiziert

## Teilnahmen am OFC Nations Cup
- 1973 – nicht teilgenommen
- 1980 – nicht teilgenommen
- 1996 bis 2016 – nicht qualifiziert
- 2020 – wg. COVID-19-Pandemie abgesagt
- 2024 – nicht qualifiziert

## Teilnahmen an den Südpazifik- und Pazifikspielen
- 1963 – 1975 – nicht teilgenommen
- 1979 – Vorrunde
- 1983 – Vorrunde
- 1987 – 1995 – nicht teilgenommen
- 2003 – Vorrunde
- 2007 – Vorrunde
- 2011 – 2015 – nicht teilgenommen
- 2019 – Vorrunde
- 2023 – 11. Platz

## Teilnahmen am Polynesien-Cup
- 1994 – Zweiter
- 1998 – Vierter
- 2000 – Vierter

## Trainer
- Rudi Gutendorf (1981)
- Umberto Mottini (1997–1998)
- Gary Phillips (2001–2002)
- Heinave Kaifa (2002–2003)
- Milan Janković (2003–2005)
- Ben Perry (2005–2006)
- Reece Mclaughlin (2006–2007)
- Jacob Swanson (2007–2011)
- Chris Williams (2011–2013)
- Timote Moleni (2013–)